# 国鉄ミ350形貨車
国鉄ミ350形貨車（こくてつミ350がたかしゃ）は、かつて日本国有鉄道（国鉄）およびその前身である鉄道省等に在籍した水運車（水槽車）である。

## 概要
1935年（昭和10年）3月に廃車石炭車を種車として10 t 積み水運車ミ350形が5両（ミ350 - ミ354）製作された。改造工事は小倉工場にて行われた。当時水運車は廃車炭水車を種車として製作されるため他の水運車とは外観が異なる。その後1942年（昭和17年）2月から1943年（昭和18年）3月にかけてセフ20形を種車として26両（ミ355 - ミ380）が若松工場にて製作された。九州内のみにて改造工事が行われたのは種車が容易に準備できたためである。落成後全国へ配属された。
塗色は、黒であり、寸法関係は種車により違いがあるが一例として全長は5,855 mm、軸距は3,000 mm、自重は6.4 t、換算両数は積車2.0、空車1.0、最高運転速度は65 km/hであった。
1963年（昭和38年）に最後まで在籍した車両が廃車となり同時に形式消滅となった。

### 車番履歴
| ミ350形 | 種車   | 配属先 |  | ミ350形 | 種車   | 配属先 |
| ------- | ------ | ------ |  | ------- | ------ | ------ |
| ミ350   | -      | 東京   |  | ミ370   | セフ83 | 新潟   |
| ミ351   | -      | 名古屋 |  | ミ371   | セフ21 | 東京   |
| ミ352   | -      | 門司   |  | ミ372   | セフ22 | 名古屋 |
| ミ353   | -      | 門司   |  | ミ373   | セフ26 | 大阪   |
| ミ354   | -      | 大阪   |  | ミ374   | セフ29 | 広島   |
| ミ355   | セフ45 | 東京   |  | ミ375   | セフ30 | 広島   |
| ミ356   | セフ56 | 東京   |  | ミ376   | セフ33 | 広島   |
| ミ357   | セフ94 | 東京   |  | ミ377   | セフ38 | 門司   |
| ミ358   | セフ27 | 名古屋 |  | ミ378   | セフ39 | 門司   |
| ミ359   | セフ34 | 名古屋 |  | ミ379   | セフ43 | 門司   |
| ミ360   | セフ51 | 大阪   |  | ミ380   | セフ67 | 新潟   |
| ミ361   | セフ78 | 広島   |  |         |        |        |
| ミ362   | セフ55 | 広島   |  |         |        |        |
| ミ363   | セフ44 | 広島   |  |         |        |        |
| ミ364   | セフ63 | 門司   |  |         |        |        |
| ミ365   | セフ90 | 門司   |  |         |        |        |
| ミ366   | セフ77 | 門司   |  |         |        |        |
| ミ367   | セフ89 | 門司   |  |         |        |        |
| ミ368   | セフ88 | 門司   |  |         |        |        |
| ミ369   | セフ93 | 新潟   |  |         |        |        |